# Хайнрих Вилхелм фон Анхалт
Хайнрих Вилхелм фон Анхалт (на немски: Heinrich Wilhelm von Anhalt; * 24 декември 1734 в Капеле в Анхалт; † 10 декември 1801 в Цизар в Бранденбург) от род Аскани е кралски пруски сухопътен генерал в Източна Прусия.
Той е незаконен син на пруския генерал-лейтенант наследствен принц Вилхелм Густав фон Анхалт-Десау (1699 – 1737) и любовницата му Хенриета Мариана Шардиус, дъщеря на генерал-суперинтендента на Десау Йохан Петер Шардиус († 1733). Майка му се омъжва по-късно за Консистория-тайен съветник Гюнтер в Кьотен. Брат е на Карл Филип фон Анхалт (1732 – 1806), пруски генерал-майор, женен за Фридерика Албертина фон Ведел (1751 – 1825), сестра на бъдещата му съпруга, дъщеря на Карл Хайнрих фон Ведел (1712 – 1782).
След смъртта на баща му за Хайнрих Вилхелм фон Анхалт се грижи чичо му пруския генерал-фелдмаршал Мориц фон Анхалт-Десау. На 5 април 1752 г. той започва първо под името „Вилхелми“ служба като секонде-лейтенант в пехотинския регимент „Принц Мориц фон Анхалт-Десау“. През началото на Седемгодишната война пруският крал Фридрих II го прави свой флюгел-адютант и картир-майстер. През 1760 г. той е повишен на капитан. На 3 януари 1761 г. Фридрих II го издига заедно с брат му Карл Филип под името „фон Анхалт“ в пруската аристокрация. Те стават „господари фон Анхалт“, техните полу-братя получавт титлата „граф фон Анхалт“. Същата година за смелостта му той получава ордена Pour le Mérite.
През 1778 г. той е във войската във Войната за баварското наследство. На 3 май 1779 г. той става генерал-майор, на 20 май 1782 г. генерал-лейтенант. През 1783 г. той става генерал-инспектор на Източната пруска пехотна войска и губернатор на Кьонигсберг до пенсионирането му на 16 октомври 1786 г. с пенсия от 4 000 талера.
На 9 ноември 1786 г. Фридрих Вилхелм II за дълго-годишните му заслуги го прави рицар на Ордена Черен орел. Той си купува къща в град Цизар.
Хайнрих Вилхелм фон Анхалт е много ценен от Фридрих II, когото посещава малко преди смъртта му в Потсдам, за да говорят за военни неща. Той наследява скъпоценна златна табак-доза от наследството му. Крал Фридрих Вилхелм III също много го цени и на 20 май 1798 г. го повишава на генерал на инфантерията.

## Фамилия
Хайнрих Вилхелм фон Анхалт се жени на 10 декември 1768 г. за Каролина Фридерика фон Ведел (* 1 февруари 1748; † 5 януари 1780), дъщеря на Карл Хайнрих фон Ведел (1712 – 1782), пруски генерал-лейтенант и военен министър, и Фридерика Августа фон Броекер (1731 – 1785). Те имат децата:
- Фридрих Вилхелм фон Анхалт (* 22 юни 1769; † 16 април 1837), пруски генерал-майор, женен на 6 май 1795 г. за Каролина Лудовика фон Вайс (* 10 октомври 1773; † 19 януари 1825), дъщеря на Йохан Якоб фон Вайс и Хана Барбара Копен; имат 9 деца
- Кристиана Фридерика Вилхелма (* 16 декември 1770, Потсдам; † 31 декември 1802, Пиза), омъжена И. на 30 март 1787 г. в Кьонигсберг (развод 1797) за Ото Георг фон Щутерхайм († 1 октомври 1817, Щутерхайм), син на генерал Йоахим Фридрих фон Щутерхайм, II. (развод 1805) за Юлий Габриел Емил де Сеньо (* 24 януари 1768; † 27 ноември 1834, Лозана), любовник на Юлияна фон Сакс-Кобург-Заалфелд

Хайнрих Вилхелм фон Анхалт се жени втори път на 18 април 1797 г. за София Герике (1760 – 1826), дъщеря на рибар.